# شیفاک میلن ادواردز
 شیفاک میلن ادواردز (نام علمی: Propithecus edwardsi) نام یک گونه از سرده شیفاک است.